# Beechcraft Baron
Die Beechcraft Baron ist ein schnelles, zweimotoriges Privat- und Geschäftsreiseflugzeug. Neben dem Piloten bietet sie fünf Passagieren Platz. Das im Jahre 1961 eingeführte Modell stammt technisch von der Beechcraft Bonanza ab, wird zurzeit aber immer noch von Textron Aviation für etwa 1,2 Mio. US-Dollar vertrieben. Es gibt zwei Varianten: Die Baron 55 (kurzer Rumpf) und die Baron 58 (langer Rumpf). Mit dem Modell 58P (für 'pressurized') gab es auch eine Variante mit Druckkabine. Derzeit wird ausschließlich die Baron 58 gebaut. Die aktuelle Ausführung Baron G58 ist ab Werk mit dem Garmin-G1000-Glascockpit ausgestattet.

## Nutzung
Bei der US-amerikanischen Armee und bei den türkischen Streitkräften wurde die Baron 95-B55 unter der Bezeichnung T-42A Cochise eingesetzt.
Auch die Lufthansa setzte die Baron 55 (auf dem Phoenix Goodyear Airport) zur Ausbildung ihrer Nachwuchspiloten ein.
Die Organisation Sea-Watch betreibt zwei Beechcraft Baron 58 unter den Namen Seabird 1 und Seabird 2 als Suchflugzeuge zur Seenotrettung von Flüchtenden im Mittelmeer.

## Zwischenfälle
- Am 21. Juni 1995 kollidierte eine Douglas DC-4/C-54G der US-amerikanischen Aero Union (Luftfahrzeugkennzeichen N4989P) mit einer Beechcraft Baron 58P des US Forest Service (N156Z). Beide Maschinen kamen von einem Einsatz zur Brandbekämpfung zurück und befanden sich im Anflug auf den Flugplatz Hemet-Ryan (Kalifornien, USA), als sie 1,6 Kilometer östlich von Ramona (Kalifornien) abstürzten. Alle 3 Piloten der beiden Flugzeuge kamen ums Leben.[2][3]
- Am 26. August 2024 stürzte eine Baron 58 bei Nebel in Brand ab.[4][5]

## Technische Daten der Baron G58
- Passagiere: 5
- Spannweite: 11,53 m
- Länge: 9,09 m
- Höhe: 2,97 m
- Leergewicht: 1.468 kg
- max. Startgewicht: 2.495 kg

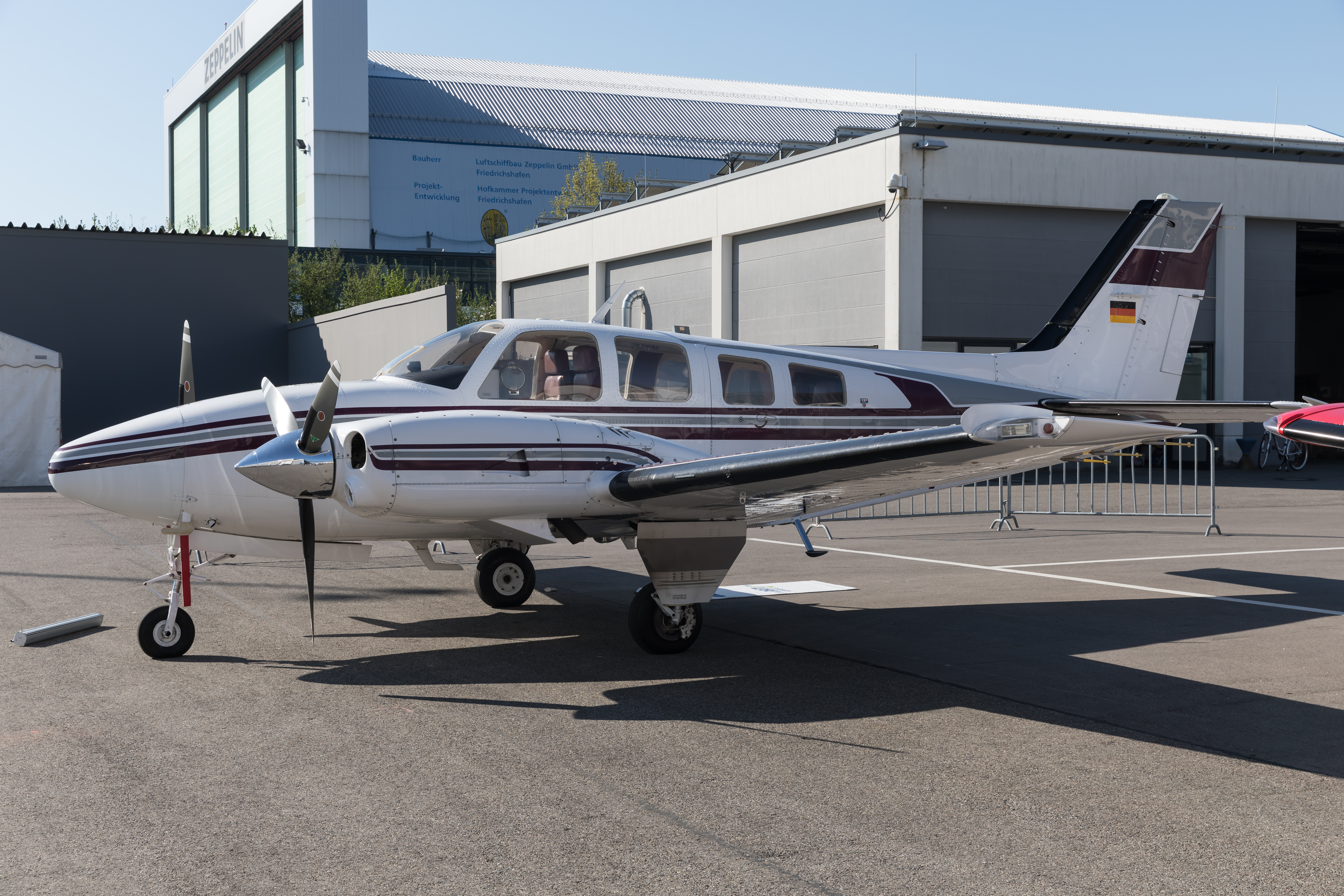
Baron 58 auf der AERO Friedrichshafen 2018

- Triebwerke: zwei Teledyne Continental IO-550-C mit je 300 PS (224 kW)
- Höchstgeschwindigkeit: 374 km/h (202 kts.)
- Dienstgipfelhöhe: 6.306 m (20.688 ft)
- Reichweite (mit 4 Passagieren): 1.919 km (1.036 NM)
- max. Steigrate: 8,6 m/s (1690 ft/min)

## Trivia
Im Roman Der Bruchpilot von Mark Childress stürzt der Protagonist mit einem Flugzeug dieses Typs ab.